# Lenguas nuristaníes
Las lenguas nuristaníes, nūristānī o kāfirī (persa: زبان نورستانی) son un grupo de lenguas indoiranias habladas por los nuristaníes en la provincia de Nuristán situada en los valles altos del Hindu Kush afgano que forman un grupo filogenético. Antes de la conversión al islam de sus hablantes en el siglo XIX eran denominadas colectivamente por los musulmanes de la región como kāfirī (infieles).
Tradicionalmente fueron clasificadas dentro de las lenguas dárdicas (indoarias) sobre la base de una información muy deficiente, pero actualmente se consideran un grupo independiente del grupo indoario e iranio.

## Comparación léxica
Los numerales para diferentes lenguas nuristaníes son:
| GLOSA | Ashkun (Sanu-viri) | Kalasha-ala (Waigali) | Kati occidental | Kamviri | PROTO- NURISTANI |
| ----- | ------------------ | --------------------- | --------------- | ------- | ---------------- |
| '1'   | âč əʈ͡ʂ             | ew                    | ɛw              | ev      | *aiv-            |
| '2'   | du                 | dü dʏ                 | dˈu dʲu         | dü dy   | *du              |
| '3'   | tra                | tre trɛ               | trɛ             | tre     | *trai-           |
| '4'   | câtâː ʦətəː        | čatā ʧataː            | štwa ʃtwɒ       | što ʃto | *ćatwā           |
| '5'   | põc põʦ            | ponč ponʧ             | puč puʧ         | puc puʦ | *ponć            |
| '6'   | ṣ̌o ʂo              | ṣ̌u ʂu                 | ṣ̌u ʂu           | ṣ̌u ʂu   | *ʂo              |
| '7'   | sot                | sot                   | sut             | sut     | *sot             |
| '8'   | ọ̄ṣṭ oːʂʈ           | oṣṭ oʂʈ               | uṣṭ uʂ          | uṣṭ uʂʈ | *oʂʈ             |
| '9'   | no                 | nu                    | nu              | nu      | *no              |
| '10'  | dos                | doš doʃ               | duc duʦ         | duc duʦ | *dać             |